# اخبار یهودی نیوجرسی
اخبار یهودی نیوجرسی ( NJJN ) یک روزنامه هفتگی است .

## پوشش و دامنه
اضافه بر موضوعات دیگر، اتفاق های محلی، ملی و جهانی را نیز پوشش می دهد. فرهنگ و هنر یهود؛ و اعیاد یهودی، جشن ها، و سایر موضوعات مورد علاقه.  این روزنامه یکی از بزرگترین روزنامه های یهودی در ایالات متحده و پرتیراژترین روزنامه هفتگی در نیوجرسی است.  نیو ج بعدها 5نسخه را انتشار کرده بود که به 24000 خانوار رسیده بود.

## تاریخ
این روزنامه در سال 1946 با نام اخبار یهودی افتتاح شد. در سال 1947 با تایمز یهودی نیوارک آمیخته شد و نام اخبار یهودی را حفظ کرد. در سال 1988 به اخبار یهودی مترووست تغییر اسم داد. در سال 1997، با مدیریت معاون ناشر امیر کوهن، ویرایشگر دیوید تورسکی و سردبیر دبرا روبین، افق یهودی شهرستان‌های یونیون و سامرست را معامله کرد، اسم وی را به اخبار یهودی نیوجرسی تغییر داد و بر پرسش های یهودیان در نیوجرسی تمرکز کرد. . در سال 1998، این روزنامه روزنامه یهودی ریپورتر را صاحب شد.
در سال 2016، هفته ی یهودی اخبار یهودی نیوجرسی را از فدراسیون یهودی مترووست بزرگ نیوجرسی خریداری نمود.
در سال 2020 نشر این روزنامه بعد از 74 سال به دلیل سختی های مالی تعطیل شد. تصمیم برای بسته شدن روزنامه در پایان ماه ژوئیه به خوانندگان اعلام شد. در سپتامبر 2020، روزنامه با ناشر جی جی مدیا، ال ال سی، انتشار خود را ادامه داد.